# Dashiell Hammett

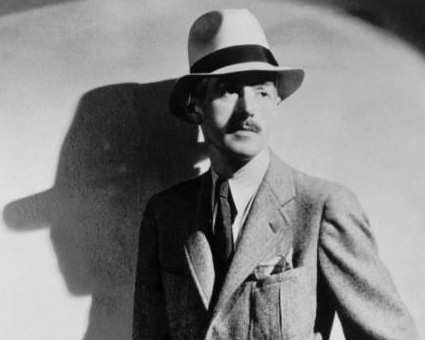
Dashiell Hammett

Samuel Dashiell Hammett [dəˈʃiːl ˈhæmɪt] (* 27. Mai 1894 bei Great Mills, Saint Mary’s County, Maryland; † 10. Januar 1961 in New York) war ein US-amerikanischer Schriftsteller. Er veröffentlichte auch unter dem Pseudonym Peter Collinson. Hammett gilt noch vor Raymond Chandler als der Begründer des amerikanischen Kriminalromans (hardboiled novel).

## Leben

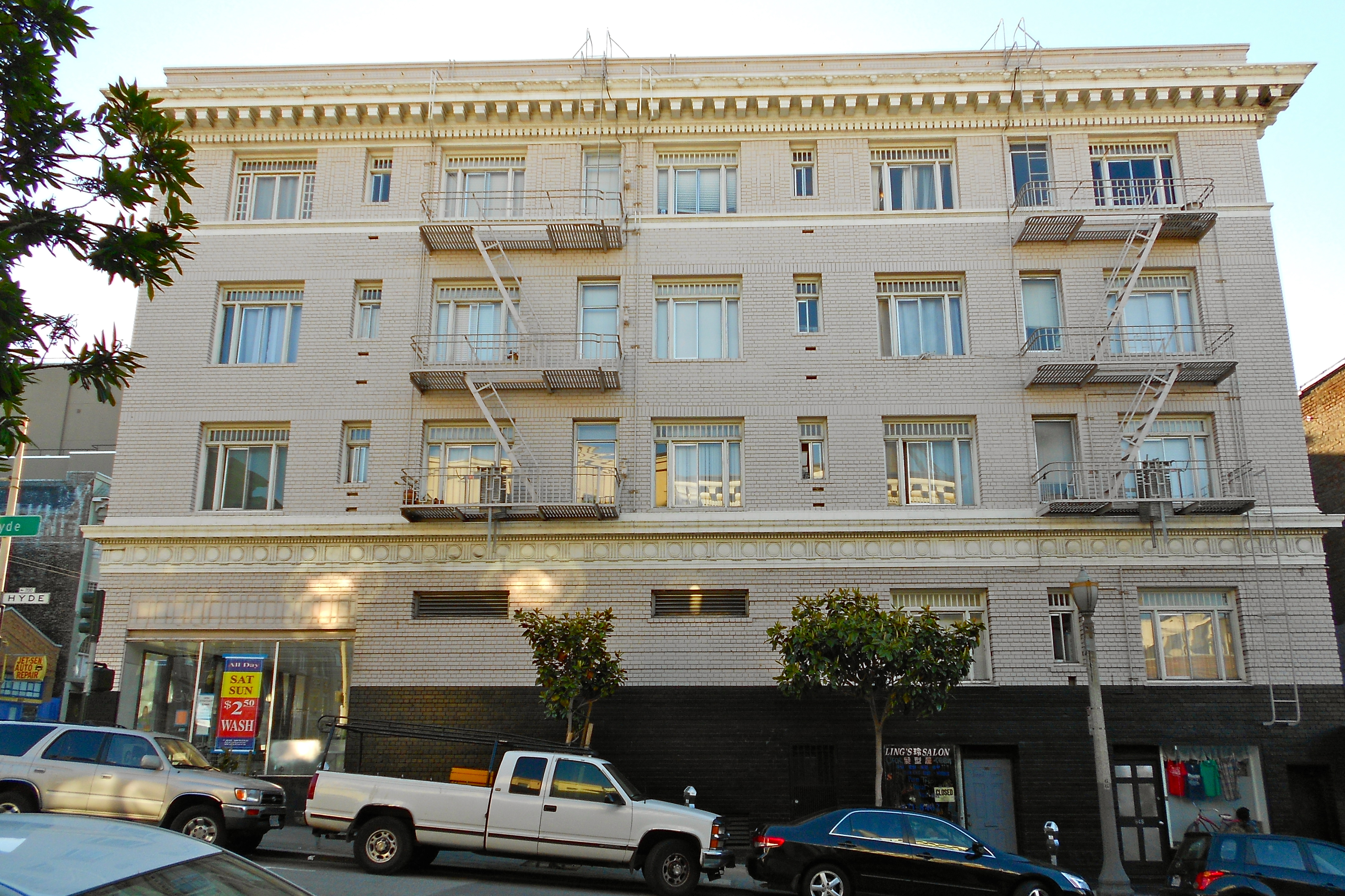
San Francisco, 891 Post Street, Wohnung von Hammett, als er Der Malteser Falke schrieb

Dashiell Hammetts Eltern waren Richard Thomas Hammett und Annie Bond Dashiell (vom französischen De Chiel).
Er verließ die Schule mit 13 Jahren und wurde 1915 nach einer Reihe von Aushilfsarbeiten Angestellter der Detektivagentur Pinkerton.
Im Ersten Weltkrieg diente Hammett als Mitglied einer motorisierten Lazaretteinheit und erkrankte an Tuberkulose. 1922 wurde er Schriftsteller. Seine literarischen Arbeiten basieren zu einem großen Teil auf persönlichen Erfahrungen, die er als Mitarbeiter bei der Detektivagentur Pinkerton gemacht hatte. Er veröffentlichte hauptsächlich in der Zeitschrift Black Mask. Herausgeber war Joseph Thompson Shaw.
In seinen Kriminalromanen beschrieb er den amerikanischen Privatdetektiv als Antihelden. Die realistische Darstellung des Verbrechermilieus sowie die Verquickung von Verbrecher und Detektiv setzen Hammett von den klassischen Kriminalautoren, die eine oft dualistische Einteilung der Gesellschaft in „gut“ und „böse“ machen, ab. Seine bekannteste Figur ist Sam Spade aus dem Roman Der Malteser Falke; erfolgreich verfilmt als Die Spur des Falken.
1920 heiratete Dashiell Hammett Josephine Annas Dolan. Ihr widmete er später den Roman Der Malteser Falke („Für Jose“). Aus der Ehe gingen zwei Töchter hervor, Mary Jane (1921) und Josephine („Jo“) (1926). Obwohl Hammett schon sehr bald nicht mehr bei seiner Familie lebte, wurde die Ehe erst 1937 geschieden.
Dashiell Hammetts große Liebe war die Dramatikerin Lillian Hellman, mit der er von 1931 an liiert war. Die Beziehung hielt bis zu seinem Tode. Im Zweiten Weltkrieg meldete Hammett sich freiwillig und verbrachte seinen Militärdienst als Herausgeber einer Armeezeitung auf den Aleuten. Nach drei Jahren Dienst verließ Hammett 1945 die Armeereserve im Rang eines Stabsfeldwebels.
In den 1940er Jahren lebte er mit Lillian Hellmann auf der Hardscrabble Farm in Pleasantville, einer Vorstadt von New York.
Neben seinen Romanen verfasste er eine Reihe von Kurzgeschichten und war auch an Drehbüchern (u. a. des Film Noir) beteiligt. Nach seinem letzten Roman The Thin Man (Der dünne Mann) (1934) widmete er sich links-politischen und antifaschistischen Aktivitäten. Er trat 1937 der Kommunistischen Partei bei und wurde 1946 Präsident der im selben Jahr gegründeten Bürgerrechtsbewegung Civil Rights Congress.
Im Zusammenhang mit diesem politischen Engagement wurde Hammett während der McCarthy-Ära 1951 wegen Missachtung des Gerichts zu einer sechsmonatigen Haftstrafe verurteilt, von der er fünf Monate verbüßte, da er unter Berufung auf das Fifth Amendment von seinem Zeugnisverweigerungsrecht Gebrauch machte.
Nach Hammetts Inhaftierung verlangte die amerikanische Einkommensteuerbehörde eine Nachzahlung von 111.000 Dollar von ihm und beschlagnahmte seine Tantiemen. Diese „Sperre“ wurde laut Hellmans Darstellung für die restlichen zehn Jahre seines Lebens nie mehr aufgehoben. Hellman unterstützte ihn finanziell. Damals setzte NBC Hammetts Spade-Serie im Rundfunk ab. Auch die Veröffentlichung von A Man Named Thin wurde vom Verlag gestoppt. 1953 musste er vor der McCarthy-Kommission aussagen. Die Befragung wurde im Fernsehen übertragen.

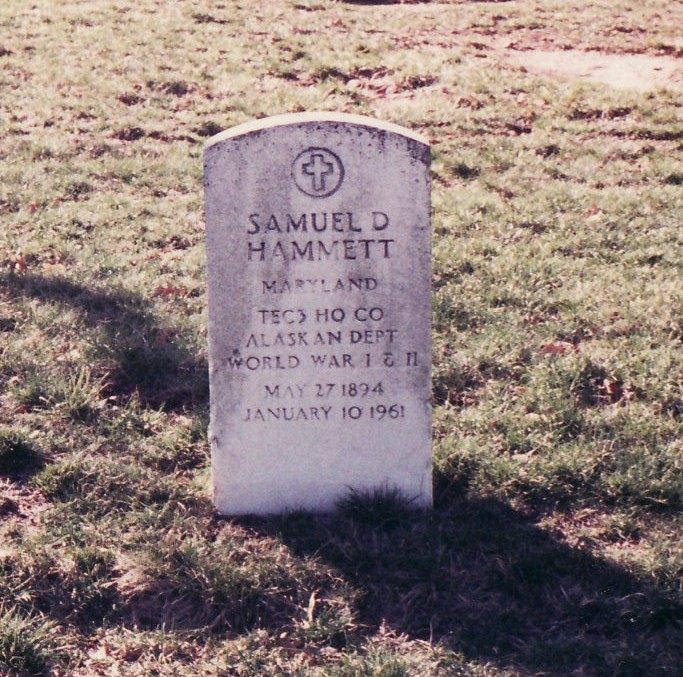
Hammetts Grab auf dem Nationalfriedhof Arlington

1955 erlitt Hammett einen schweren Herzanfall und lebte seitdem weitgehend zurückgezogen. Seit 1959 erhielt er eine monatliche Pension in Höhe von 131 Dollar von der Veteranenbehörde. Er starb 1961 als armer Mann an Lungenkrebs und ist als Kriegsveteran beider Weltkriege auf dem Nationalfriedhof Arlington bei Washington beigesetzt.

## Ehrungen
Postum fungierte er als Namensgeber für den spanischen Premio Hammett und nordamerikanischen Hammett Prize, Literaturpreisen für Kriminalliteratur. Im Jahre 2011 verlieh ihm die US-amerikanische Nero Wolfe Society (The Wolfe Pack) in Anerkennung seines literarischen Lebenswerkes postum den Archie Goodwin Award.

## Wahrnehmung

### Zitate
- Raymond Chandler: „Hammett gab den Mord den Leuten zurück, die Grund haben zu morden, und nicht nur da sind, um eine Leiche zu liefern.“[4]

- Raymond Chandler: „Der Malteser Falke mag ein Geniewerk sein oder auch nicht, aber einer Kunst, die ihn zustande gebracht hat, ist – ‚ihrer Voraussetzung nach‘ – schlechthin kein Ding unmöglich. Wenn eine Detektivstory so gut sein kann wie diese, werden nur noch Pedanten bestreiten, sie könnte sogar noch besser sein.“[4]

- Erle Stanley Gardner: „Ich glaube, dass die Bezeichnung Genie am ehesten auf Hammett zutrifft.“

## Werke
- 1929 Red Harvest, Roman, dt. Rote Ernte
- 1929 The Dain Curse, Roman, dt. Der Fluch des Hauses Dain
- 1930 The Maltese Falcon, Roman, dt. Der Malteser Falke
- 1931 The Glass Key, Roman, dt. Der gläserne Schlüssel
- 1933/1951 Woman in the Dark, Kurzroman/Novelle, dt. Die Frau im Dunkel
- 1934 The Thin Man, Roman, dt. Der dünne Mann
- 1922–34 The Continental Op, Kurzgeschichten, dt. Das große Umlegen
- 1945 The Return of the Continental Op, Kurzgeschichten
- 1962 A Man Named Thin, Kurzgeschichten

## Filmografie (Auswahl)
- 1931: City Streets – Regie: Rouben Mamoulian (mit Gary Cooper und Sylvia Sidney)
- 1931: The Maltese Falcon – Regie: Roy del Ruth
- 1934: Der dünne Mann (The Thin Man) – Regie: W. S. Van Dyke (mit William Powell und Myrna Loy)
- 1935: Der gläserne Schlüssel (The Glass Key) – Regie: Frank Tuttle (mit George Raft)
- 1936: Satan Met a Lady (nach The Maltese Falcon) Regie: William Dieterle (mit Bette Davis)
- 1936: Dünner Mann, 2. Fall (After the Thin Man) – Regie: W. S. Van Dyke (mit William Powell, Myrna Loy und James Stewart)
- 1939: Dünner Mann, 3. Fall (Another Thin Man) – Regie: W. S. Van Dyke (mit William Powell, Myrna Loy und Virginia Grey)
- 1941: Die Spur des Falken (The Maltese Falcon) – Regie: John Huston (mit Humphrey Bogart, Sydney Greenstreet, Mary Astor und Peter Lorre)
- 1941: Der Schatten des dünnen Mannes (Shadow of the Thin Man) – Regie: W. S. Van Dyke (mit William Powell, Myrna Loy und Barry Nelson)
- 1942: Der gläserne Schlüssel (The Glass Key) – Regie: Stuart Heisler (mit Veronica Lake und Alan Ladd)
- 1943: Watch on the Rhine – Regie: Herbert Shumlin (mit Paul Lukas und Bette Davis)
- 1945: Der dünne Mann kehrt heim (The Thin Man Goes Home) – Regie: Richard Thorpe (mit William Powell, Myrna Loy und Lucile Watson)
- 1947: Das Lied vom dünnen Mann (Song of the Thin Mann) – Regie: Edward Buzzell (mit William Powell, Myrna Loy und Keenan Wynn)
- 1957–59: The Thin Man – amerikanische TV-Serie (72 Episoden) mit Peter Lawford als Nick Charles
- 1978: The Dain Curse – Regie: E. W. Swackhamer (dreiteiliger amerikanischer TV-Film mit James Coburn)
- 1985: Bande – Regie: Arvo Kruusement (estnische Verfilmung von The Glass Key)
- 1990: Miller’s Crossing (nach Der gläserne Schlüssel und Rote Ernte) – Regie und Drehbuch: Joel Coen und Ethan Coen (mit Gabriel Byrne und Albert Finney)
- 1995: Perfect Crimes – Vorlage zur 5. Episode der 2. Staffel: Kurzgeschichte Fly Paper
- 1999: Dash and Lilly, Verfilmung der Biografien von Hammett und Hellman, Regie: Kathy Bates (mit Sam Shepard und Judy Davis)
- 2002: The House on Turk Street – Regie: Bob Rafelson (mit Samuel L. Jackson und Milla Jovovich)
- 1977: Fred Zinnemanns Film Julia basiert auf einem autobiographisch gefärbten Text von Lillian Hellman. Hammett wird darin von Jason Robards dargestellt, wofür dieser einen Oscar als bester Nebendarsteller erhielt.
- 1982 verfilmte Wim Wenders unter dem Titel Hammett den gleichnamigen Roman von Joe Gores, der eine fiktive Episode aus Hammetts Leben schildert.
- 2006 drehte Gary Leva den 32-minütigen Dokumentarfilm The Maltese Falcon: One Magnificent Bird über die Geschichte des Romans und seine Verfilmungen, insbesondere die Version von John Huston.

## Graphic Novel
- Hans Hillmann: Fliegenpapier, Adaption der Kurzgeschichte Fliegenpapier (Flypaper, 1929) aus der Sammlung Das große Umlegen von Dashiell Hammett, avant-verlag, Berlin 2015. ISBN 978-3-945034-04-0.

## Hörbücher
- Dashiell Hammett: Der Engel vom ersten Stock, gesprochen von Gunter Schoß, Unterlauf & Zschiedrich Hörbuchverlag 2007, ISBN 978-3-934384-35-4.
- Dashiell Hammett: Sam Spade ermittelt, gesprochen von Gunter Schoß, Unterlauf & Zschiedrich Hörbuchverlag Berlin 2007, ISBN 978-3-934384-34-7.

Zahlreiche Hörspiele v. a. der Kurzgeschichten mit dem anonymen „Continental Op“. Die fünf „großen“ Romane wurden 1996 bis 1998 von Norbert Schaeffer und Walter Adler für SWF/HR produziert:
- Der Malteser Falke (Schaeffer; mit Dieter Laser), ISBN 978-3-89813-383-8.
- Der gläserne Schlüssel (Adler; mit Burghart Klaußner), ISBN 978-3-89584-405-8.
- Rote Ernte (Schaeffer; mit Otto Sander)
- Der dünne Mann (Adler; mit Martin Reinke und Annette Paulmann), ISBN 978-3-89584-423-2.
- Der Fluch des Hauses Dain (Schaeffer; mit Otto Sander), ISBN 978-3-89813-290-9.